# Tanganoides acutus
Tanganoides acutus is een spinnensoort uit de familie Desidae. De soort komt voor in Tasmanië.